# Eske Willerslev
Eske Willerslev (født 5. juni 1971 i Gentofte) er en dansk DNA-forsker (uddannet biolog) og professor ved Københavns Universitets Center for Geogenetik under Statens Naturhistoriske Museum. I 2015 blev Willerslev udnævnt til Prince Philip Professor på University of Cambridge. Willerslev afleverede i 2004 en doktordisputats ved Københavns Universitet. Willerslev har bl.a. været medlem af et internationalt forskerhold, der i en artikel i det videnskabelige tidsskrift Science i 2008 påviste, at der har boet mennesker i det nuværende USA for 14.000 år siden. Opdagelsen skyldes DNA- og Kulstof 14-analyser af menneskelig afføring fundet i en grotte i Oregon, USA.
Eske Willerslev er enægget tvillingebror til antropologen Rane Willerslev. De har lillesøsteren Anne Willerslev, som er læge og de er børn af erhvervs- og økonomihistorikeren Richard Willerslev og lærer Lona Loell Willerslev.

## Forskning
Willerslevs forskningsgruppe er blandt andet interesseret i at forstå, hvorfor nogle af de store pattedyr uddøde (som mammut og uldhåret næsehorn) under og efter sidste istid. Gruppen prøver også at udvikle teknikker til at udvinde DNA primært fra fund bevaret i is, som f.eks. DNA fra sedimenter i antarktiske og grønlandske iskerner og fossile knogler fundet i permafrost.
I 2010 sekventerede Willerslev og hans gruppe som de første nogen sinde genomet af et menneske fra en uddød kultur. De brugte en hårtot, der havde siddet på hovedet af en mand fra den grønlandske Saqqaq-kultur for 4.500 år siden.
I efteråret 2011 publicerede Willerslev sammen med et internationalt forskerhold i tidsskriftet Science en nyfortolkning af menneskets forhistorie. Det var lykkedes dem at stykke et genom sammen fra en australsk aboriginer fra før europæisk genetisk påvirkning indtraf. De fik derved vist, at aborigine australiere nedstammer direkte fra en tidlig (for omkring 70.000 år siden) indvandring til Asien. Hvilket er mindst 24.000 år før folkevandringen, der menes at have givet ophav til nutidens europæere og asiater. Resultatet viser, at nutidens aborigine australiere er direkte efterkommere af de første mennesker, der kom til Australien for op til 50.000 år siden. I 2016 blev artiklen fulgt op af en ny i tidsskriftet Nature, hvor de australske aborigineres genetiske historie blev kortlagt. Menneskets vandring og udvikling er i det hele taget et hovedelement i Willerslev og hans Center for GeoGenetiks forskning. De seneste få år har de ofte publiceret i de højst-rangerende videnskabelige tidsskrifter.

## Formidling
Eske Willerslev formidler sin viden i Danmark og i udlandet i foredrag, bøger og artikler, og han deltager i debatter om bl.a. videnskabens rolle i samfundet. Både Willerslev og hans forskerhold har medvirket i internationale dokumentarfilm som 'First Peoples' (PBS), 'the Great Human Odyssey' og 'Code Breakers' (begge Clearwater) og 'Search for the Head of John the Baptist' og 'How to Build an Ancient Man' (begge National Geographic). I maj 2016 blev han portrætteret i New York Times af journalisten Carl Zimmer.

## Hæder
- 2011: Forskningskommunikationsprisen
- 2011: Dansk Magisterforenings forskningspris[14]
- 2011: EliteForsk-prisen
- 2011: Lundbeckfondens Yngre Forskerpris
- 2012: Rosenkjærprisen[15]
- 2016: HC Ørsted Prisen
- 2021: Carlsbergfondets Forskningspris[16]